# Giovanni Paolo Marincola
Giovanni Paolo Marincola (falecido em 1588) foi um prelado católico romano que serviu como bispo de Teano de 1575 a 1588.

## Biografia
No dia 18 de setembro de 1575, Giovanni Paolo Marincola foi nomeado pelo Papa Gregório XIII como Bispo de Teano. A 4 de março de 1576, foi ordenado bispo por Giulio Antonio Santorio, Cardeal-Sacerdote de San Bartolomeo all'Isola, com Giovanni Antonio Facchinetti de Nuce, Bispo Emérito de Nicastro, e Giovanni Placido, Bispo de Sessa Aurunca, servindo como co-consagradores. Marincola serviu como Bispo de Teano até à sua morte em 1588.
Enquanto bispo, foi o principal consagrador de Sasbout Vosmeer, Vigário Apostólico da Missão Holandesa e Bispo Titular de Filipos (1602).